# Miroslav Buličić
Miroslav Buličić (Trogir, 12. listopada 1952.), hrvatski političar, gradonačelnik Splita od 5. rujna 2003. do 2005. Kasnije je obavljao dužnost generalnog konzula Republike Hrvatske u Banjoj Luci.
Diplomirao je na Pravnom fakultetu u Splitu 1975. godine. Bio je član Gradskog vijeća Splita u dva mandata od 1993. do 2001., član skupštine Splitsko-dalmatinske županije 2001. – 2002 i splitski gradonačelnik (2003. – 2005.).